# 통단백체학
통단백체학 (메타프로티오믹스: metaproteomics)는 특정환경내의 모든 생물체의 단백질의 총체인 통단백체를 연구하는 학문이다. 통유전체학과 대비되는 말로서, 종의 경계를 뛰어넘어서 생산되는 모든 단백질을 동정하고 양을 측정하여 생명군 전체를 연구하는 것을 목표로한다.

## 같이 보기
- 통유전체
- 통유전체학